# Internationaler Bund Freier Evangelischer Gemeinden
Der Internationale Bund Freier Evangelischer Gemeinden (englisch International Federation of Free Evangelical Churches – IFFEC) ist ein weltweiter Verband evangelischer Freikirchen evangelikaler Prägung und wurde 1948 in Bern gegründet. Ihm gehören 33 nationale Organisationen von Freien evangelischen Gemeinden an. Die Mitgliedsbünde stammen vorwiegend aus Europa sowie Nord- und Südamerika.
Insgesamt zählen die in der IFFEC vertretenen nationalen Bünde weltweit etwa 700.000 Mitglieder. Die beiden größten Mitgliedsbünde sind die Evangelical Covenant Church und die Evangelical Free Church of America in den USA. Die beiden größten europäischen Bünde finden sich in Schweden (Equmeniakyrkan) und Deutschland (Bund Freier evangelischer Gemeinden in Deutschland).
Der Internationale Bund Freier Evangelischer Gemeinden wird geleitet von einem Präsidenten (seit 2022 John Nielsen) und einem Generalsekretär (derzeit Oyvind Haraldseid).
Folgende theologische Auffassungen werden üblicherweise von Freien evangelischen Gemeinden geteilt:
- Jesus Christus ist Gottes Sohn und der von ihm gesandte Erlöser.
- Christ wird man durch die persönliche Entscheidung, Jesus die Herrschaft über das eigene Leben anzuvertrauen.
- Die Bibel ist verbindlicher Maßstab für Glauben und Leben.
- Der Glaube an Gott in Jesus Christus ist der einzige Weg, Erlösung zu finden.